# Eroarea trăgătorului texan
Eroarea trăgătorului texan este o eroare logică informală ce este comisă atunci când diferențele dintre informații sunt ignorate și similaritățile accentuate. Din cauza acestui raționament, se ajunge la o concluzie falsă. 
Această eroare este înrudită cu tendinta umană cognitivă de a interpreta anumite tiparuri când acestea, de fapt, nu există. 
Eroarea își trage numele de la o glumă despre un texan ce trage câteva împușcături spre peretele unui hambar, iar apoi acesta desenează o țintă în locul unde s-au adunat cele mai multe împușcături, astfel încât acesta să pară un trăgător de elită. 

## Structură
Eroarea trăgătorului texan este foarte des comisă atunci când o persoană are la dispoziție o cantitate mare de informații, dar se concentrează doar pe o mică parte din ea. Dacă o persoană încearcă să ia în considerare probabilitatea de a găsi anumite seturi de date cu proprietăți comune într-o gamă largă de informații, atunci acea persoană este probabil să comită această eroare. 

## Exemple
- Încercările de a găsi coduri în Biblie.
- Legendă urbană despre coincidențele dintre asasinările lui Lincoln și Kennedy
- Această eroare mai este întâlnită și în interpretările moderne ale catrenelor lui Nostradamus.